# Ibn Abd-Rabbih
Abu-Úmar Àhmad ibn Muhàmmad, més conegut com a Ibn Abd-Rabbih (Qúrtuba, 860-940) fou un escriptor i poeta andalusí, nascut el 28 de novembre de 860 i mort l'1 de març de 940. Panegirista oficial dels omeies andalusins. La seva obra principal és el Iqd.